# ساني أوموريجي
ساني أوموريجي (بالإنجليزية: Sunny Omoregie)‏ (2 يناير 1989 ببنين في نيجيريا - ) هو لاعب كرة قدم نيجيري في مركز الهجوم. لعب مع نادي تساليه ونادي توريفايخا ‏ ونادي بينيفار ‏ وغزيرا يونايتد وThunder Bay Chill ‏ وCD Numancia B ‏ وCD Victoria ‏ ونادي ميريدا ونادي بالنثيا ‏ وTomelloso CF ‏.

## روابط خارجية
- ساني أوموريجي على موقع قاعدة بيانات كرة القدم.إي يو (الإنجليزية)
- ساني أوموريجي على موقع Soccerway.com (الإنجليزية)